# Enskede kontrakt
Enskede kontrakt är ett kontrakt i Stockholms stift inom Svenska kyrkan
Kontraktskoden är 1312. 

## Administrativ historik
Kontraktet bildades 1995  genom en utbrytning ur Brännkyrka kontrakt av
- Enskede församling som 2008 namnändrades till Enskede-Årsta församling
- Farsta församling
- Skarpnäcks församling
- Vantörs församling

## Kontraktsprostar
| Ämbetstid | Namn       | Levnadstid | Kommentarer |
| --------- | ---------- | ---------- | ----------- |
| 2018–     | Maria Berg |            | [ 2 ]       |